# Pokébal

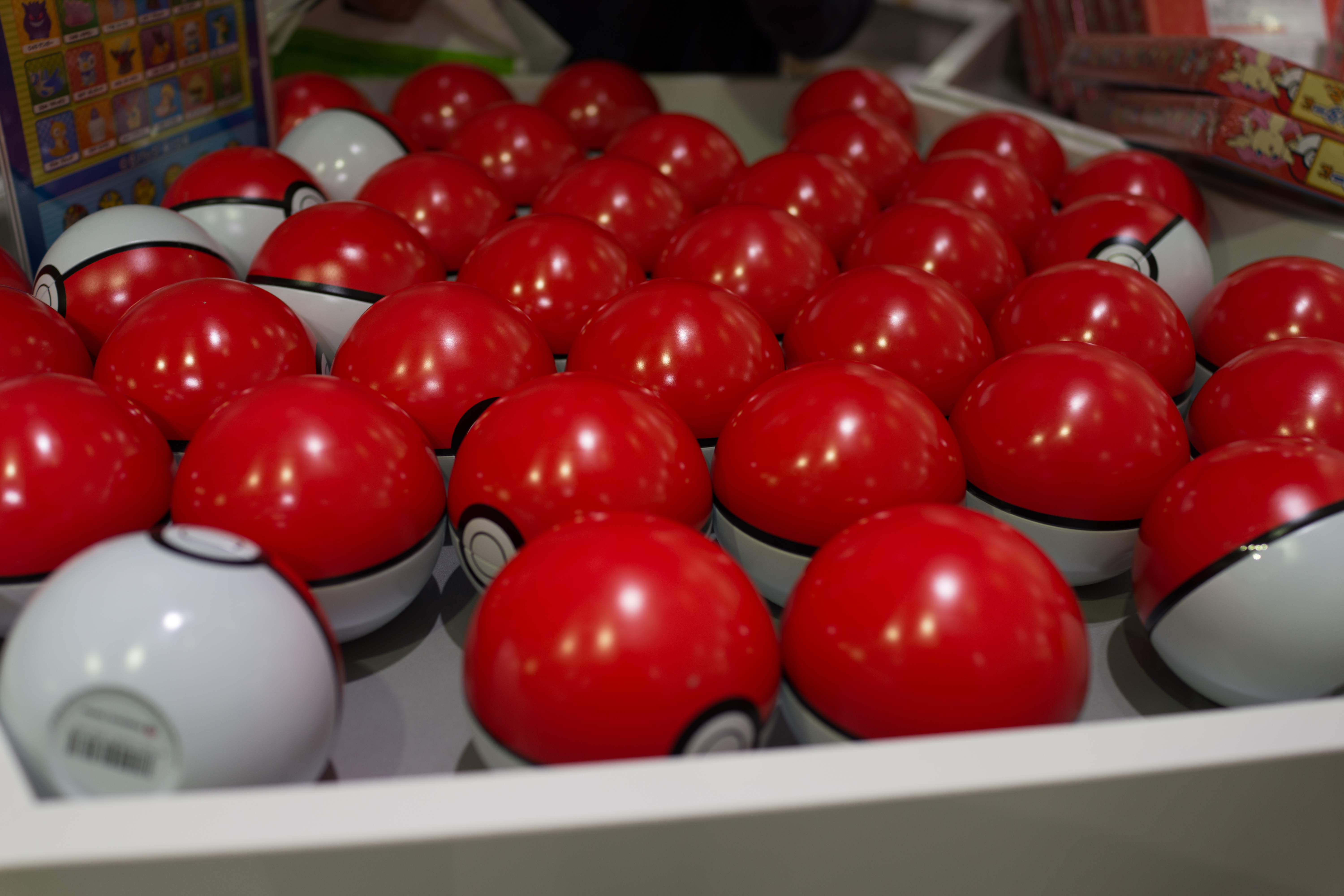
Pokéballen

Een pokébal (in Japan ook bekend als "monsterbal") is een balvormig voorwerp dat voorkomt in de verhalen van de Pokémonfranchise. Met de pokébal kan een Pokémontrainer een Pokémon vangen. De meeste pokéballen zijn rood-wit van kleur.

## Werkwijze
De Pokémontrainer werpt de pokébal richting de Pokémon, waarna de Pokémon krimpt en in de pokébal terecht komt. Hierna is de Pokémon onderdeel van het team van de trainer en komt het voortaan op commando weer uit de pokébal.
In de televisieseries transformeert de Pokémon in energie zodra de bal hem raakt, waarna hij in de bal terecht komt; in de games echter krimpt de Pokémon. Wat er zich binnen in de bal bevindt is niet bekend, maar er is gesuggereerd dat elke bal binnenin een virtuele omgeving creëert waar de opgesloten Pokémon zich prettig bij voelt. Desondanks lijken de ballen niet bedoeld voor een langdurig verblijf en is het wenselijk de Pokémon regelmatig los te laten. In sommige gevallen, zoals bij Pikachu, heeft de Pokémon een uitgesproken afkeer voor de pokébal.

## Alle pokéballen

### Pokémon Go
- Poké ball
- Great ball
- Ultra ball
- Master ball
- Raid ball - een pokéball gebruikt voor het vangen van een speciale pokémon na het winnen van een raid of battle met Team Go Rocket. Kans 100% omdat er geen andere mogelijkheid is.

### Vanaf de eerste generatie (Kanto)
- Poké Ball - een normale pokébal met een normale kans.
- Great Ball (in Japan: Super Ball) - een pokébal die 1,5 keer meer kans heeft om een Pokémon te vangen dan een normale pokébal.
- Ultra Ball (in Japan: Hyper Ball) - een pokébal die 2 keer meer kans heeft om een Pokémon te vangen dan een normale pokébal.
- Master Ball - de pokébal met 100% kans om een Pokémon te vangen door de 255 keer sterkere "catch range".
- Safari Ball - een pokébal die speciaal is gemaakt voor de Safari Zone die in sommige spellen bestaat.

### Vanaf de tweede generatie (Johto)
- Level Ball - een pokébal met verschillende ranges:
  - 1 keer als de speler Pokémon geen hoger level heeft dan de wilde Pokémon.
  - 2 keer als de speler Pokémon een hoger level heeft maar minder dan het dubbele.
  - 4 keer als de speler Pokémon een 2× hoger level heeft dan de wilde Pokémon.
  - 8 keer als de speler Pokémon een 4× hoger level heeft dan de wilde Pokémon.
- Lure Ball - een pokébal die alleen tijdens het vissen een 3× hogere range geeft.
- Moon Ball - de pokébal met 4× range op de volgende Pokémon of de evoluties erop: Nidoran♂, Nidorina♀, Clefairy, Jigglypuff, of Skitty. Bij andere Pokémon 1×.
- Friend Ball
- Love Ball
- Heavy Ball - wordt sterker naarmate de Pokémon waartegen wordt gevochten zwaarder is. Onder een bepaald gewicht wordt de Pokémon niet gevangen.
- Fast Ball - 5 keer sterker als hij in de eerste beurt van een gevecht wordt gebruikt. Vergelijkbaar met de Quick Ball.

### Vanaf de derde generatie (Hoenn)
- Net Ball - werkt 3 keer beter op bug- en watertypes.
- Dive Ball - vergelijkbaar met de Lure Ball en gebruikt om Pokémon te vangen bij het duiken.
- Nest Ball - vergelijkbaar met de Level Ball.
- Repeat Ball - werkt 4 keer beter op een Pokémonsoort waarvan de speler er al minstens één in bezit heeft.
- Timer Ball - hoe langer het gevecht duurt, hoe beter deze bal wordt. Na 20 rondes in een gevecht is de kans dat de Pokémon tegen wie wordt gevochten met 3 keer vergroot wanneer men deze wil vangen.
- Luxury Ball - als hiermee een Pokémon wordt gevangen, wordt hij sneller vriendelijk.
- Premier Ball - functioneert precies hetzelfde als een normale pokébal.

### Vanaf de vierde generatie (Sinnoh)
- Dusk Ball - werkt 3 keer beter wanneer het avond of nacht is, in een grot of op een andere donkere plek.
- Heal Ball - geneest de gevangen Pokémon.
- Quick Ball - vergelijkbaar met de Fast Ball.
- Park Ball
- Old ball

### Vanaf de vijfde generatie (Unova)
- Dream Ball - vangt de Pokémon die voor je staat met 100% zekerheid. Deze bal is alleen verkrijgbaar en te gebruiken in de Dream World.

### Speciale pokéballen
- Dark Ball - komt alleen voor in Pokémon 4Ever.
- GS Ball - een pokébal in Pokémon Crystal.
- Rocket Ball
- Clone Ball/Mewtwo Ball - komt alleen voor in Pokémon de film: Mewtwo tegen Mew.
- Old Ball
- Cherish Ball
- Dual Ball - komt alleen voor in het kaartspel.